# Евангелическо-лютеранская церковь Камеруна
Евангелическо-лютеранская церковь Камеруна (фр. L'Église Évangélique Luthérienne du Cameroun, EELC) — это протестантская церковь Камеруна.
Церковь является членом Совета протестантских церквей Камеруна и Всемирной лютеранской федерации. Штаб-квартира находится в Нгаундере.

## История
Евангелическо-лютеранская церковь Камеруна состоит из двух миссий: американской (Суданская миссия) и норвежской (Норвежское миссионерское общество). Американская миссия во главе с Адольфом Юджином Гундерсоном обосновалась в Нгаундере в 1923 году.
Норвежское миссионерское общество было основано в Нгаундере 6 марта 1925 года.
Слияние двух миссий началось в 1955 году, и первый синод 17 декабря 1960 года в Нгаундере создал «Евангелическо-лютеранскую церковь Камеруна и Центральноафриканской Республики» (фр. l'Église Évangélique Luthérienne du Cameroun et de la République centrafricaine).
В 1965 году церковь была зарегистрирована как «Евангелическо-лютеранская церковь Камеруна», а в 1973 году «Евангелическо-лютеранская церковь Центральноафриканской Республики» официально отделилась как независимая национальная церковь.

## Структура
Церковь разделена на 10 церковных регионов и 88 церковных округов.